# 1020
1020 (MXX) fue un año bisiesto comenzado en viernes del calendario juliano.

## Eventos
- Febrero-marzo:[1] en el Califato fatimí (Egipto), los nativos de Fustat se enfrentan a una coalición turco-berebere. Los esclavos negros prenden fuego la ciudad por tres días. Este evento es parte de una serie de rebeliones que debilitan severamente la autoridad de los fatimís.
- 15 de abril: un terremoto devasta Roma durante las festividades del Viernes Santo. Una agrupación de judíos es acusada como causante del desastre, por lo que son condenados a muerte por el papa Benedicto VIII.[2]
- 15 de junio: las fuerzas del Imperio romano de Oriente dirigidas por Basilio Boioanes toman Troia (Italia).
- 17 de junio: el papa Benedicto VIII se reúne con Enrique II del Sacro Imperio en Bamberg y le pide ayuda para recuperar el control del sur de Italia.[3]
- 1 de septiembre: Mahmud de Gazni envía a su hijo para conquistar Ġawr, que cae al cabo de una semana.[4]
- Roberto II de Francia funda la ciudad de Saint-Germain-en-Laye.
- Hovhannes-Smbat III asciende al trono de la Armenia Bagrátida.
- Inicia la construcción del Castillo de Habsburgo.

## Nacimientos
- Enrique II de Lovaina, conde de Lovaina y Bruselas.
- Filarete de Calabria, abad asceta del siglo XI.
- Gellir Bolverksson, caudillo vikingo de Islandia.
- Ibn Gabirol, filósofo y poeta hispanojudío.
- Su Song, erudito chino.
- Ulvhild de Noruega, princesa de Noruega, hija de Olaf II el Santo.
- Vladímir de Nóvgorod, príncipe de la República de Nóvgorod.

## Fallecimientos
- Leif Erikson, explorador islandés.
- Abhinava Gupta, filósofo, místico y esteta cachemiro.
- Al-Sijzi, astrónomo, matemático y astrólogo persa.
- Åsta Gudbrandsdatter, reina consorte de Noruega.
- Bernardo Tallaferro, conde de Besalú.
- Dōmyō, monje budista y poeta japonés.
- Ferdousí, poeta persa.
- Melo de Bari, noble lombardo.
- Sigurd Toresson, caudillo vikingo de Noruega.
- Þorgils Hölluson, caudillo vikingo de Islandia.